# Крупук
Крупу́к (индон. krupuk, малайск. keropok) — чипсы, изготовляемые из крахмала либо муки различных видов, а также из измельчённых сушёных белковых продуктов (креветок, кальмаров, рыбы и др.), национальное блюдо Индонезии и Малайзии. Имеют множество вариаций. Под различными названиями распространены также в других странах Азиатско-Тихоокеанского региона.

## Распространение
Крупук исторически изготовляется практически на всей территории Юго-Восточной Азии, а также в некоторых регионах Китая. Особой популярностью он традиционно пользуется в Индонезии и Малайзии, где производится и потребляется в различных вариантах практически повсеместно и является неотъемлемым элементом национальных кухонь. В этих странах, а также в Сингапуре, Брунее и на Филиппинах он фигурирует под общим названием с незначительными фонетическими вариациями — крупу́к, кропо́к, кропе́к (индон. krupuk, малайск. keropok, таг. kropek). Во второй половине XX века этот продукт получил определённое распространение и за пределами ЮВА, прежде всего, в странах, имеющих исторические связи с этим регионом — особенно, в Нидерландах, бывшей метрополии Индонезии.

## Разновидности и приготовление

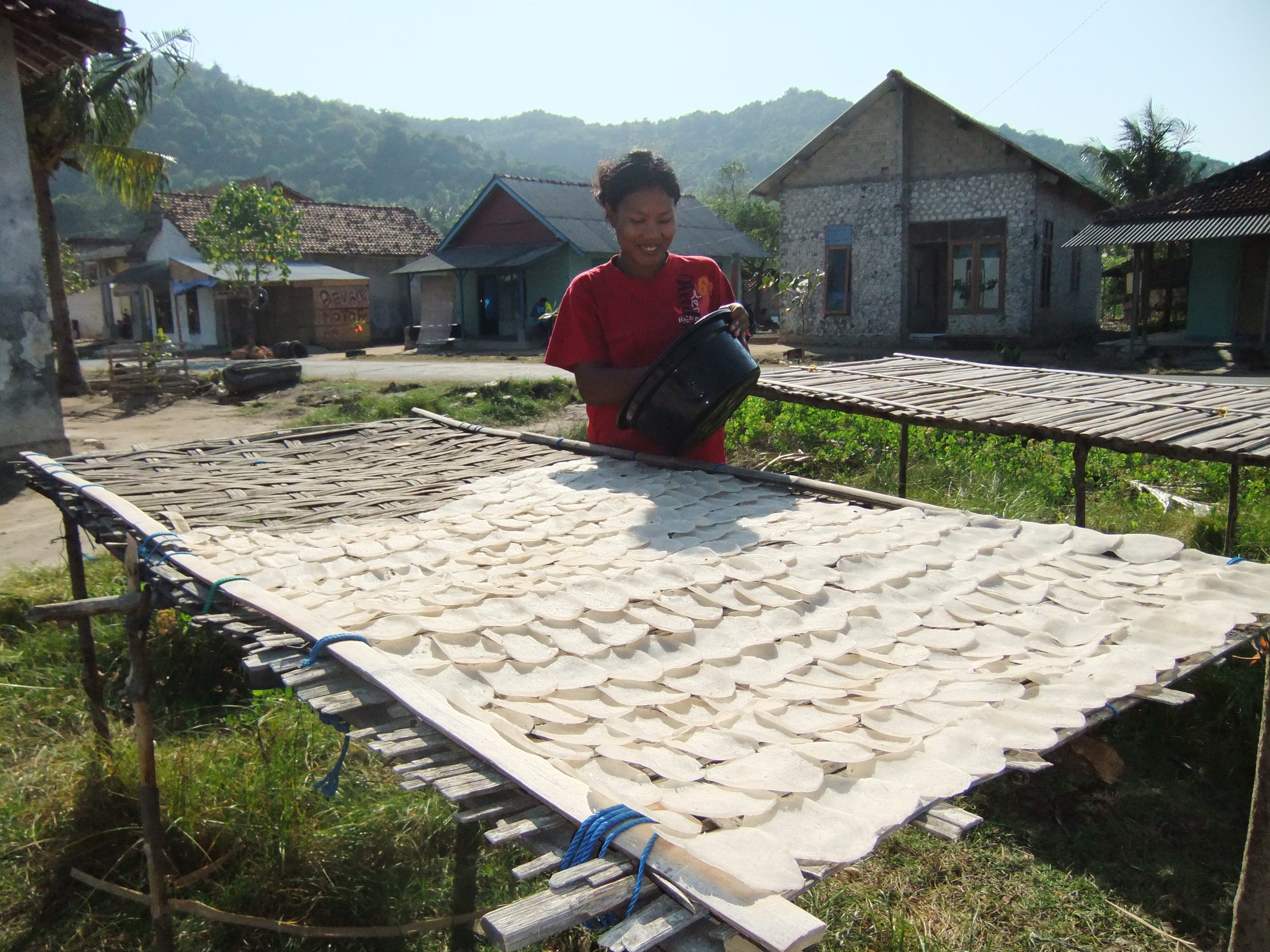
Сушка крупука на индонезийском острове

Упаковка индонезийского креветочного крупука фабричного производства

Крупук может готовиться из крахмала, рисовой, пшеничной, саговой или иной муки, тапиоки, измельчённых сушёных морепродуктов, рыбы, овощей или сухофруктов. Эти и другие исходные продукты могут как использоваться в чистом виде, так и смешиваться в различных пропорциях. К числу наиболее распространённых сортов относятся рисовый, тапиоковый и креветочный крупук (последний, особо популярный в Индонезии, может быть как чисто креветочным, так и креветочно-мучным).
Морепродукты, рыба и плоды, используемые для приготовления крупука, обычно высушиваются в сыром виде на солнце и затем перетираются в порошок, который — в чистом виде либо в смеси с мукой или крахмалом и с добавлением соли — замешивается с водой. Из полученного теста готовятся небольшие лепёшки (как правило, 5—10 см в диаметре, 3—4 мм толщиной), которые затем также высушиваются на солнце. В некоторых регионах крупук изготовляется не в форме цельных лепёшек, а в виде приплюснутых клубков из сплетённой лапши, иногда ему могут придаваться и другие формы.
Полученные заготовки жарят на сильном огне в большом количестве растительного масла на воке или сковороде в течение одной-двух минут. В ходе жарки лепешка, напитываясь маслом, быстро увеличивается в размере: готовый крупук обычно больше сырого по объёму в три-пять раз. В зависимости от ингредиентов продукт обычно имеет белый, желтоватый или светло-коричневый цвет, однако с помощью натуральных или искусственных красителей ему могут придаваться различные яркие оттенки. Готовый крупук может храниться в плотно закрытой таре не менее двух недель, сухие заготовки — значительно дольше.

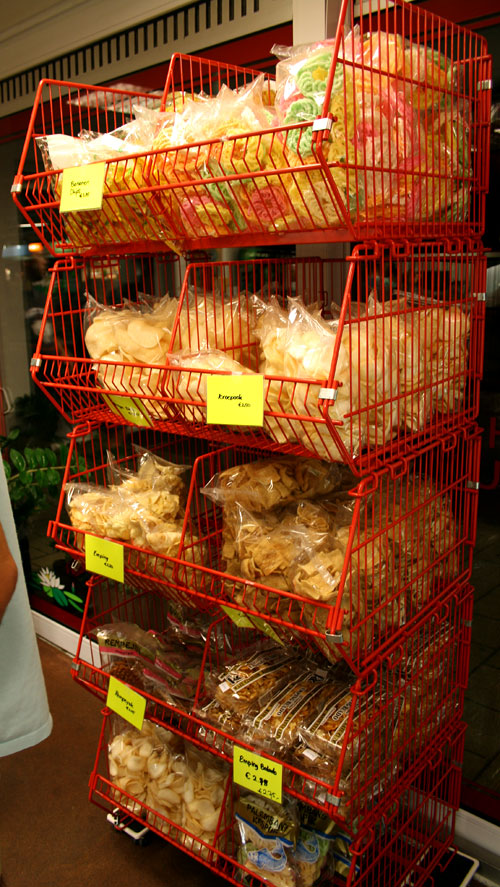
Крупук различных видов в магазине индонезийских продуктов в Нидерландах

Различные регионы специализируются на тех или иных сортах крупука. При этом отдельные разновидности крупука могут иметь собственные названия. Так, в Индонезии крупук мелких размеров обычно называется крипи́к (индон. kripik). Крипик может готовиться из всех тех же продуктов, что и обычный крупук, однако традиционно он чаще бывает фруктовым или овощным. Крупук с добавлением тертого либо дроблёного арахиса обычно называется ремпейе́к, приготовленный из тёртого ореха мелинджо — эмпи́нг. Кроме того, крупуком могут называться не только чипсы, приготовленные из того или иного теста, но и жаренные в масле кусочки сушёной коровьей или буйволиной кожи — так называемый кожаный крупук (индон. krupik kulit) — эта еда особенно популярна на Суматре и острове Банка.
В Индонезии и Малайзии крупук изготовляется как кустарным, так и промышленным способом: в обеих странах существуют крупные пищевкусовые компании, производящие различные сорта этого продукта. С конца XX века наряду с натуральными компонентами при изготовлении крупука иногда используются искусственные ароматизаторы, красители и усилители вкуса.

## Продажа и употребление
Крупук всех видов может поступать в продажу как готовым, так и в виде ещё не жареных сухих заготовок. Как в Индонезии, так и в Малайзии крупук широко продаётся в торговых точках всех уровней: магазинах европейского типа, традиционных лавках и с лотков уличных разносчиков. Готовый крупук практически обязательно присутствует в меню ресторанов и харчевен, специализирующихся на национальной кухне.
Крупук употребляется в пищу как сам по себе, в качестве лёгкой закуски, так и за основной трапезой: в этом случае он выполняет фактически ту же роль, которую за столом европейцев играет хлеб. При этом его часто макают в различные соусы, крупными выпуклыми пластинками крупука иногда черпают жидкие или рассыпчатые блюда как ложкой. Крупук традиционно подается как дополнение к некоторым блюдам индонезийской кухни, в частности, к наси-горенг. Кроме того, некоторые горячие блюда — прежде всего, супы, а также бубур-аям, гадо-гадо и кетопрак, представляющие собой подобие салатов — принято посыпать крипиком или измельчённым крупуком.
В западных странах крупук в настоящее время реализуется не только в ресторанах восточной кухни и специализированных магазинах восточной еды, но и в некоторых продовольственных супермаркетах общего профиля.

## Галерея

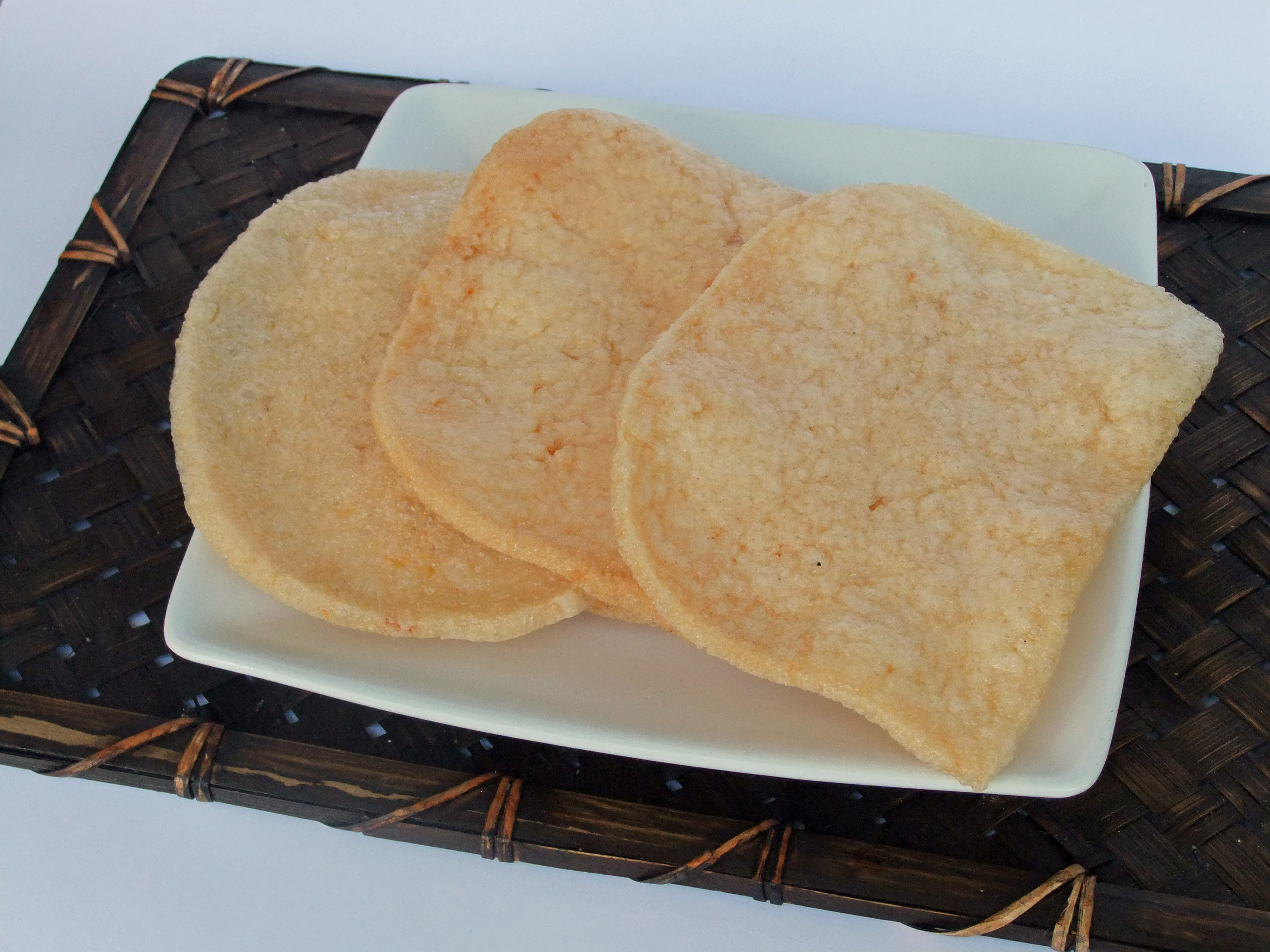
Креветочный крупук
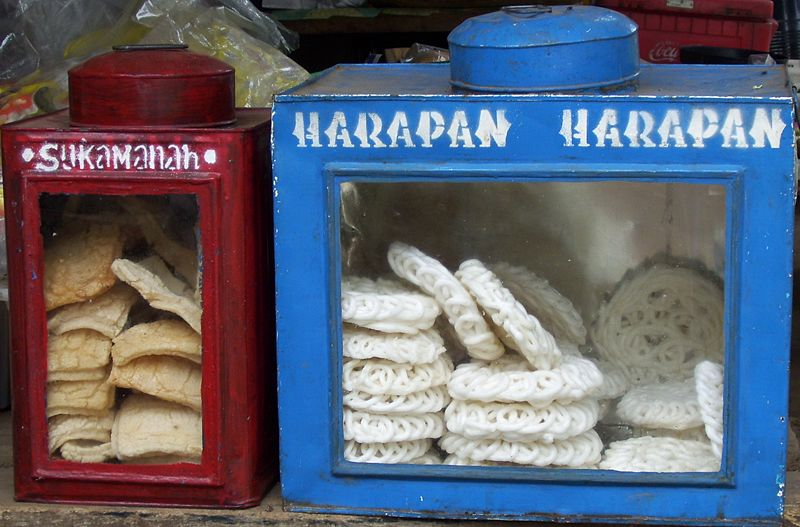
Крупук двух разных видов в традиционной индонезийской лавке
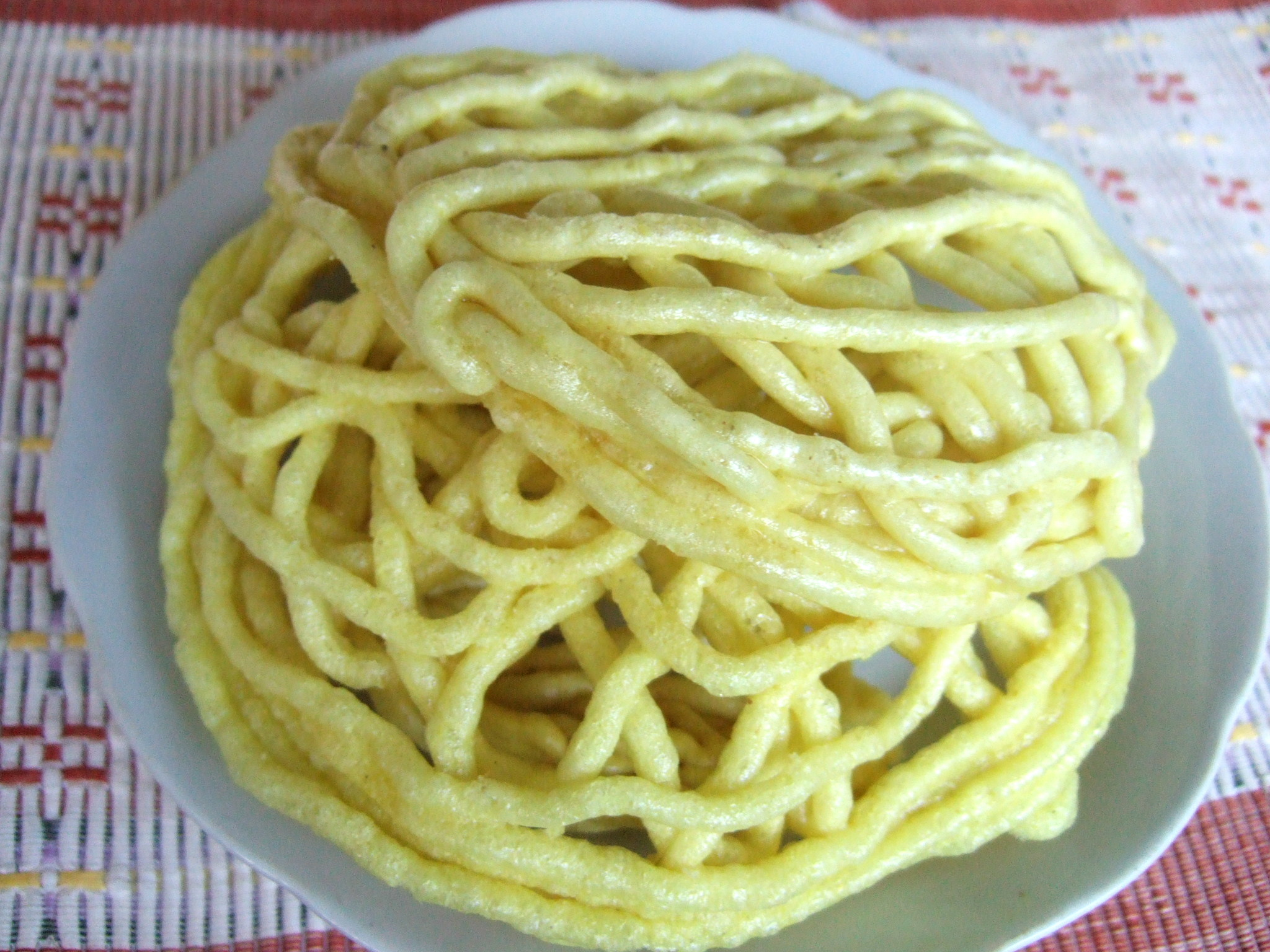
Крупук, приготовленный в форме клубка лапши
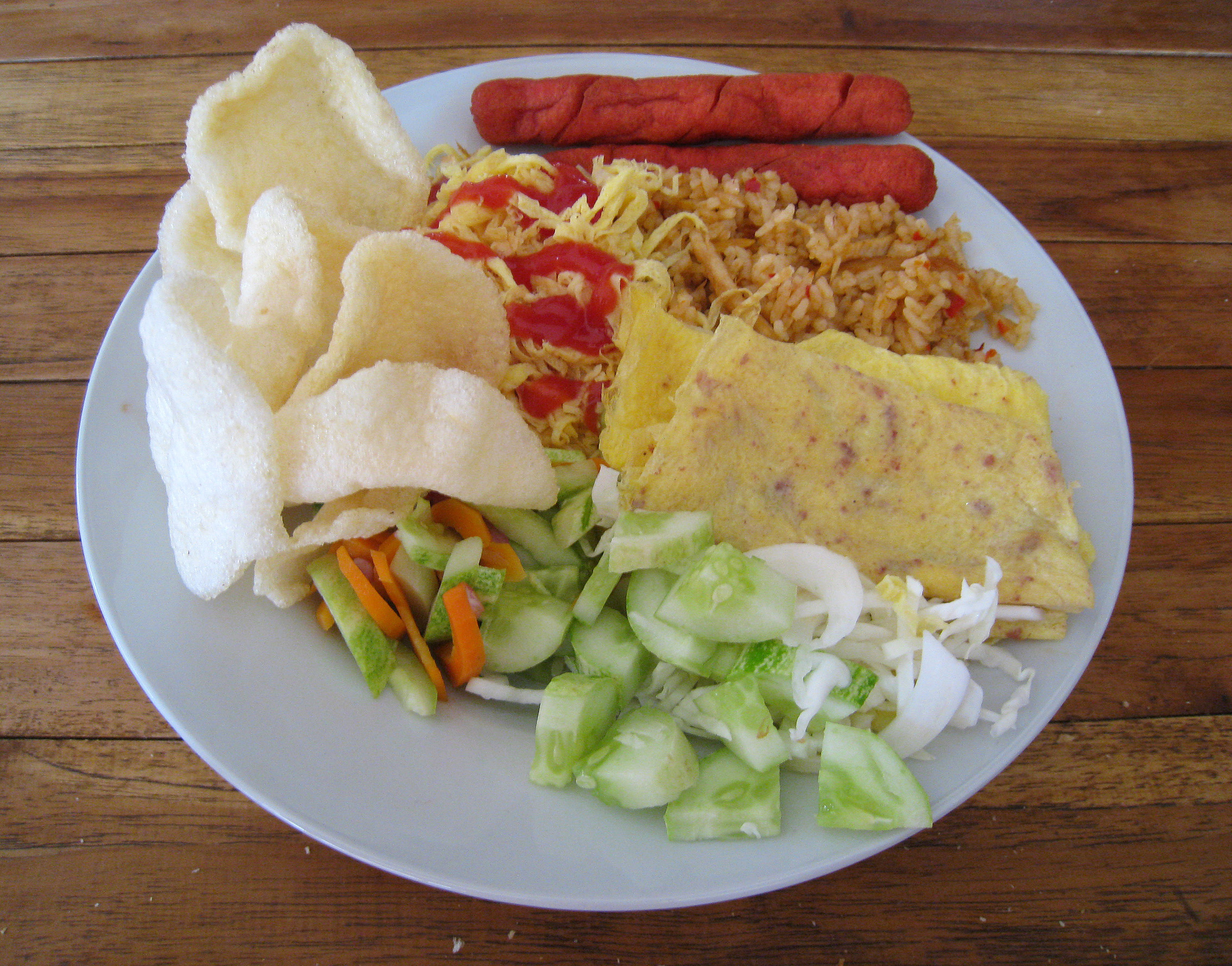
Крупук, поданный в качестве дополнения к наси-горенг, сосискам и салату. Джакарта, Индонезия
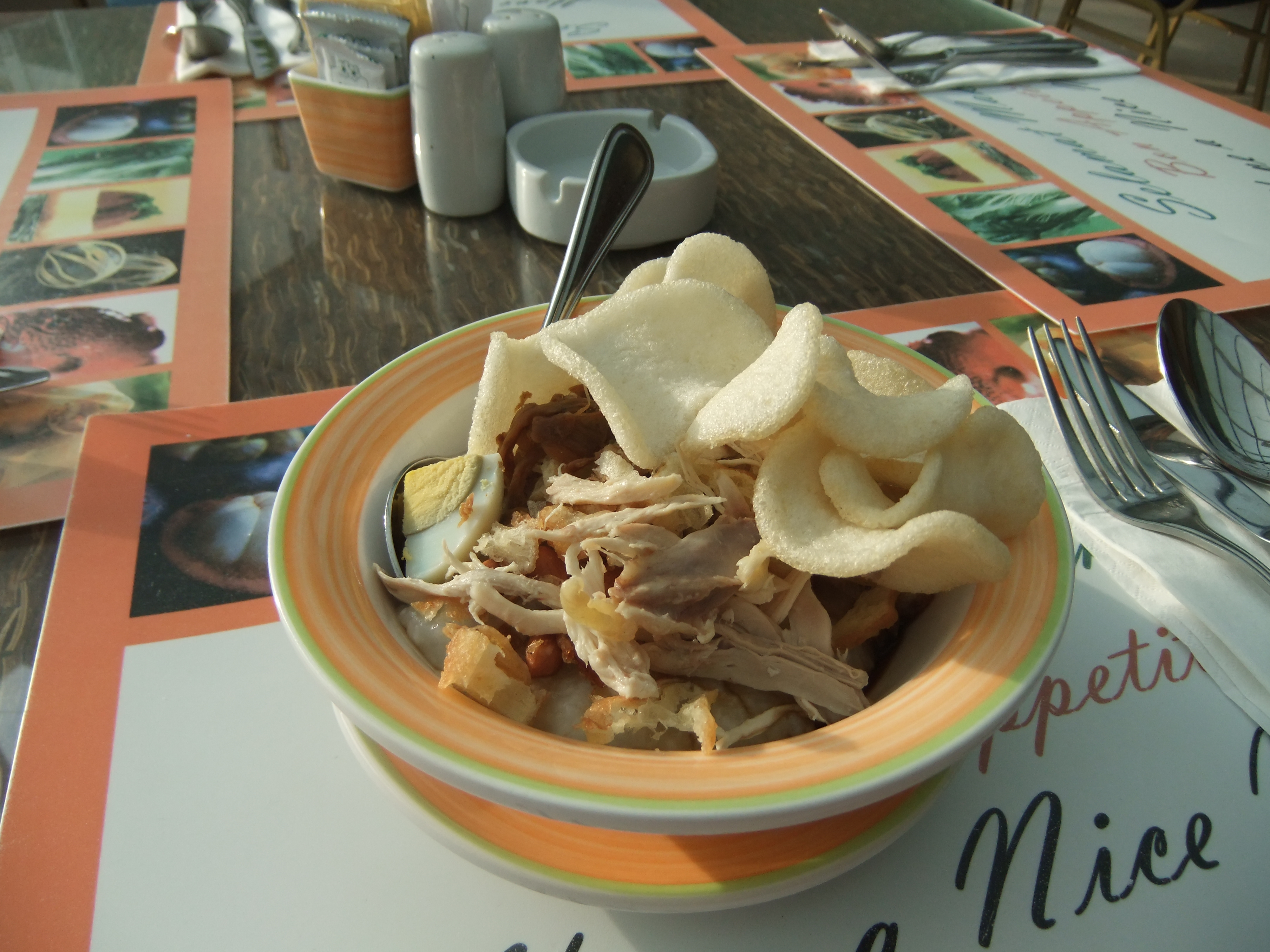
Бубур-аям, присыпанный крупуком